# Chrysosoma hainana
Chrysosoma hainana är en tvåvingeart som beskrevs av Yang 1998. Chrysosoma hainana ingår i släktet Chrysosoma och familjen styltflugor. Inga underarter finns listade i Catalogue of Life.